# Mobiler Rauchverschluss

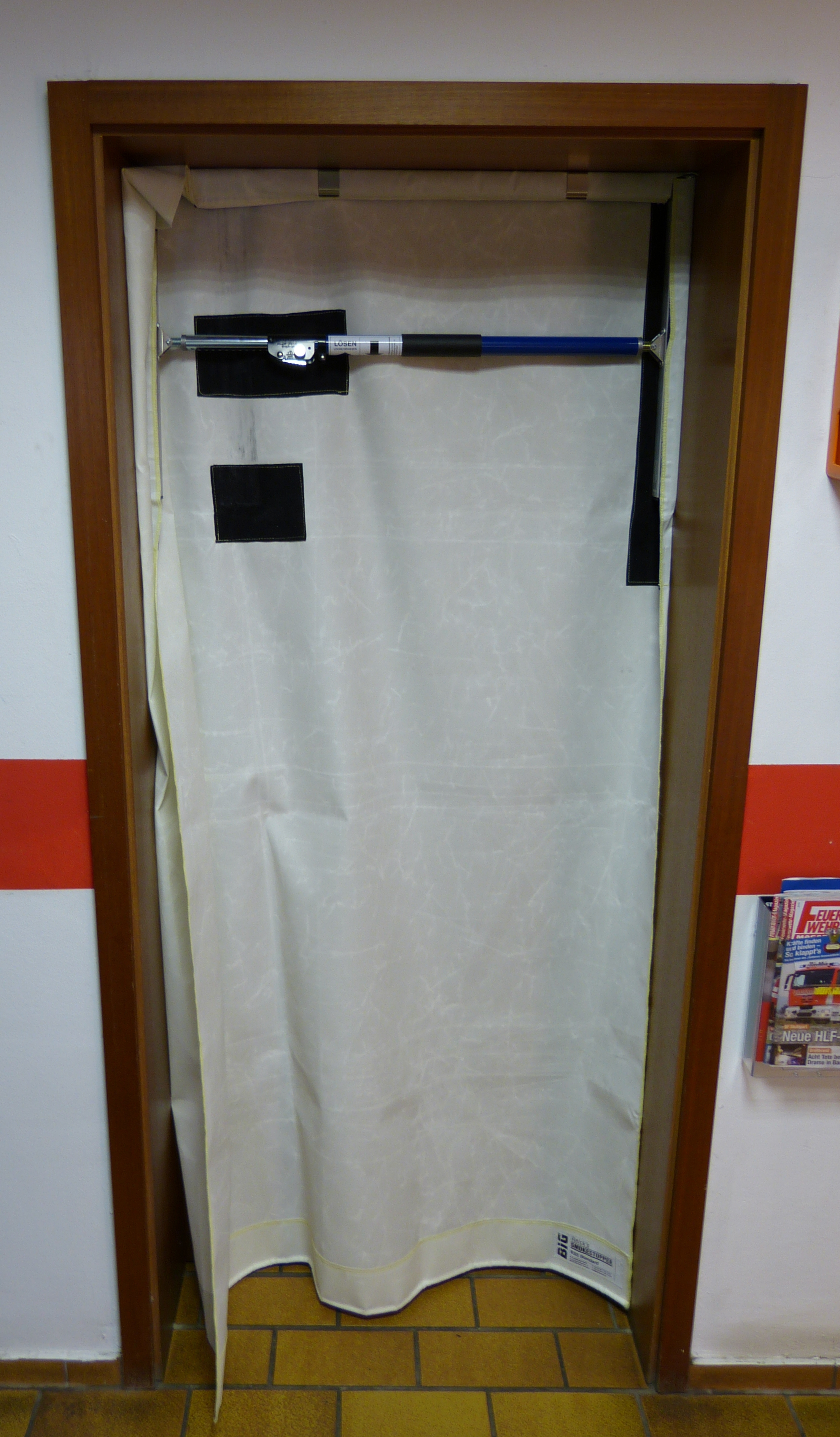
Mobiler Rauchverschluss, der Einspannrahmen befindet sich nur im oberen Drittel der Tür.

Ein mobiler Rauchverschluss (auch Rauch-, Rauchschutz- oder Brandvorhang genannt) ist ein Mittel der modernen Brandbekämpfung. Er ermöglicht es bei einem Brand in einem Gebäude die Zugangstür zu öffnen und verhindert bzw. reduziert hierbei die Ausbreitung von heißem und giftigem Brandrauch in noch unverrauchte Bereiche.
Der Rauchverschluss besteht aus einem nicht brennbaren Tuch, welches an einem Metallrahmen befestigt ist. Dieser Metallrahmen wird mit einer Spreizstange in einen Türrahmen gespannt und das herabhängende Tuch verschließt die Türöffnung auch dann weitgehend, wenn die dazugehörige Tür geöffnet wird.
Da die Feuerwehr in geduckter Haltung in brennende Räume bzw. in verrauchte Raumbereiche vorgeht, wird so nur im unteren Bereich der Tür der Rauchverschluss geöffnet. Die heißen Brandgase befinden sich dagegen überwiegend oben an der Zimmerdecke und können damit kaum aus dem Raum entweichen. Wird der mobile Rauchverschluss in Kombination mit taktischer Belüftung eingesetzt, steigert dies weiter die Effektivität. In diesem Fall entweicht praktisch kein Rauch mehr durch die Tür. Dabei ist jedoch zu beachten, dass dafür auch eine Abluftöffnung im verrauchten Bereich vorhanden sein muss.
Ziel dieser Technik ist es die heißen Brandgase aus anderen Räumen oder gar Treppenhäusern herauszuhalten. Die giftigen und auch ätzenden Bestandteile des Qualms werden dadurch für Anwohner und Sachwerte nicht gefährlich. Insbesondere rauchfreie Treppenräume sind für die Rettung von Menschen bei Gebäudebränden sehr wichtig. Weiterhin könnten heiße Gase sich auch weiter oben im Gebäude ansammeln und eventuell an anderer Stelle einen weiteren Brand verursachen.
Als stationäre Einrichtung wird in Gebäuden die Rauchschürze eingebaut um das Ausbreiten des Brandrauches zu verhindern.